# Cromartie Sutherland-Leveson-Gower, 4:e hertig av Sutherland
Cromartie Sutherland-Leveson-Gower, 4:e hertig av Sutherland, född 20 juli 1851 död 27 juni 1913, var en brittisk ädling, son till George Granville Sutherland-Leveson-Gower, 3:e hertig av Sutherland (1828-1892).
Parlamentsledamot (liberal) mellan 1874 och 1886.
Gift 1884 med Lady Millicent St.Clair-Erskine (1867-1955).

## Barn
- Lady Victoria Elizabeth (1885-1888)
- George Granville Sutherland-Leveson-Gower, 5:e hertig av Sutherland (1888-1963); gift 1:o med Lady Eileen Gwladys Butler (1891-1943); gift 2:o med Clare Josephine O'Brien (1903-1998)